# Anisolabis
Genre
Anisolabis est un genre d’insectes dermaptères de la famille des Carcinophoridae.

## Liste des espèces
- Selon ITIS (1 octobre 2012)[1] :
  - Anisolabis breviforceps Brindle, 1979
  - Anisolabis hawaiiensis Brindle, 1979
  - Anisolabis howarthi Brindle, 1979
  - Anisolabis maritima (Bonelli, 1832)
  - Anisolabis mauiensis Brindle, 1979
  - Anisolabis oahuensis Brindle, 1979
  - Anisolabis pacifica (Erichson, 1842)
- Autres espèces :
  - Anisolabis seychellensis, Brindle, 1976